# Bomba vulcanica

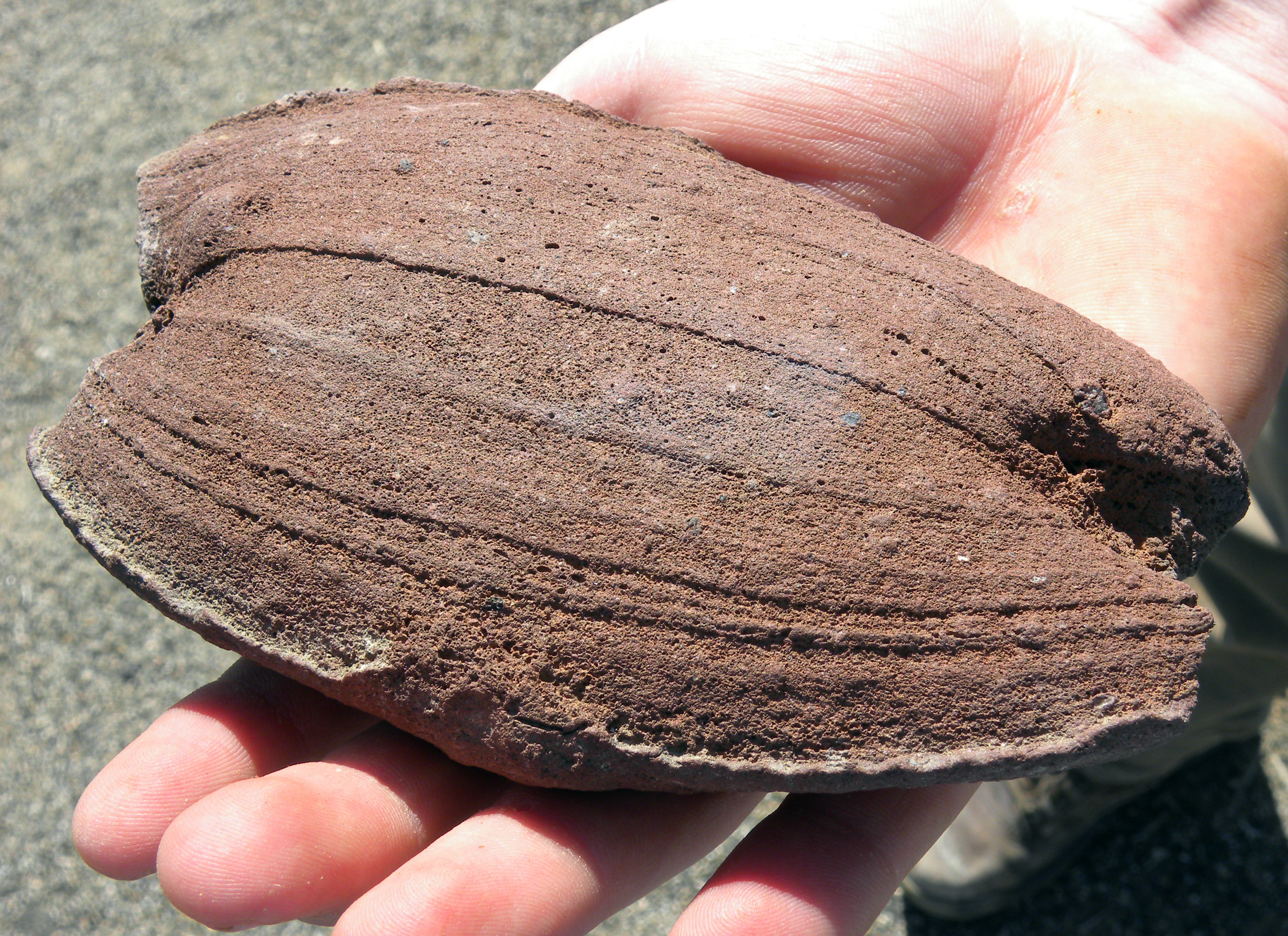
"Bomba a mandorla" nel deserto del Mojave, California, Stati Uniti d'America.

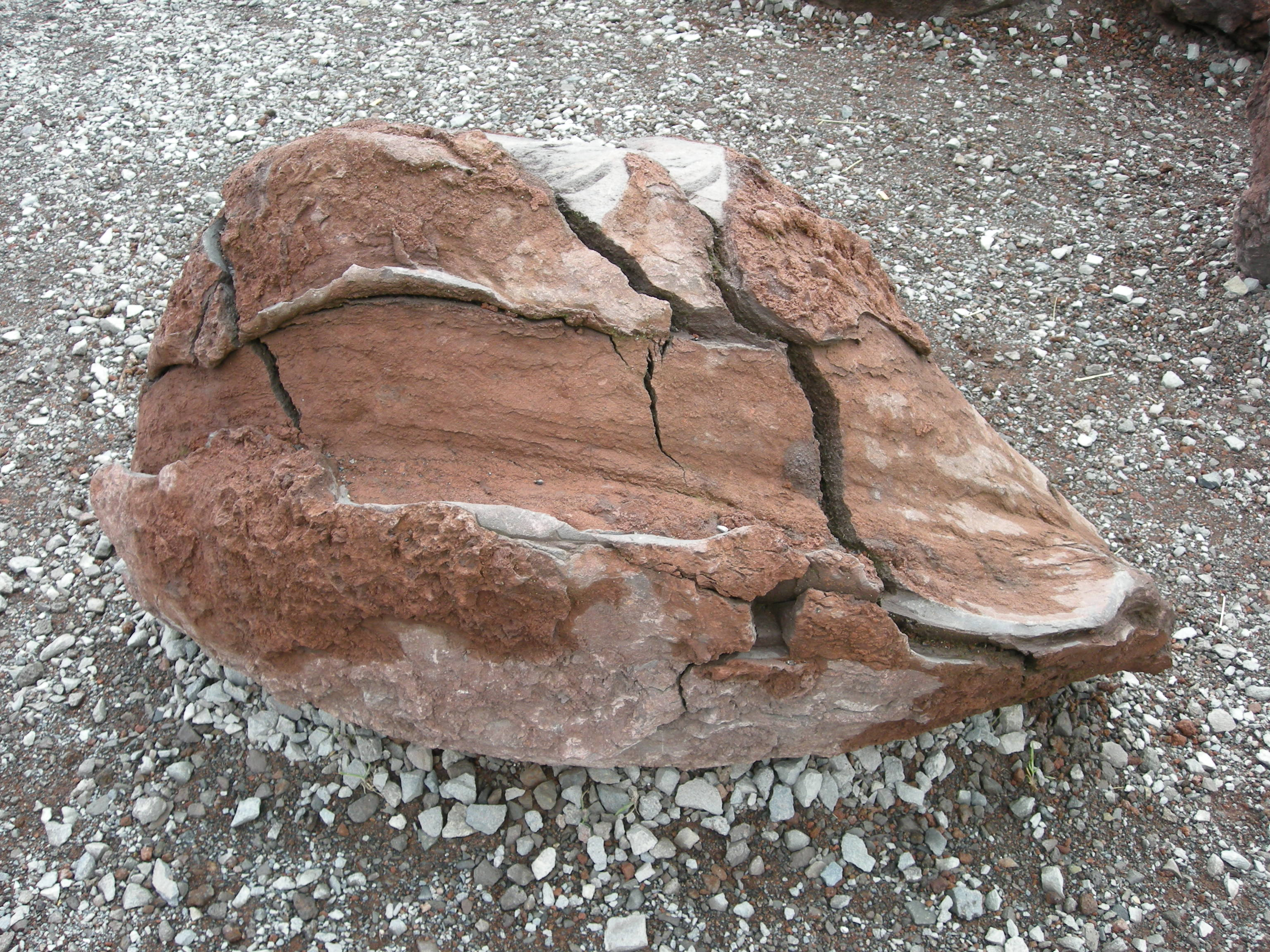
"Bomba a crosta di pane" in Vulcania, Puy-de-Dôme, Francia.

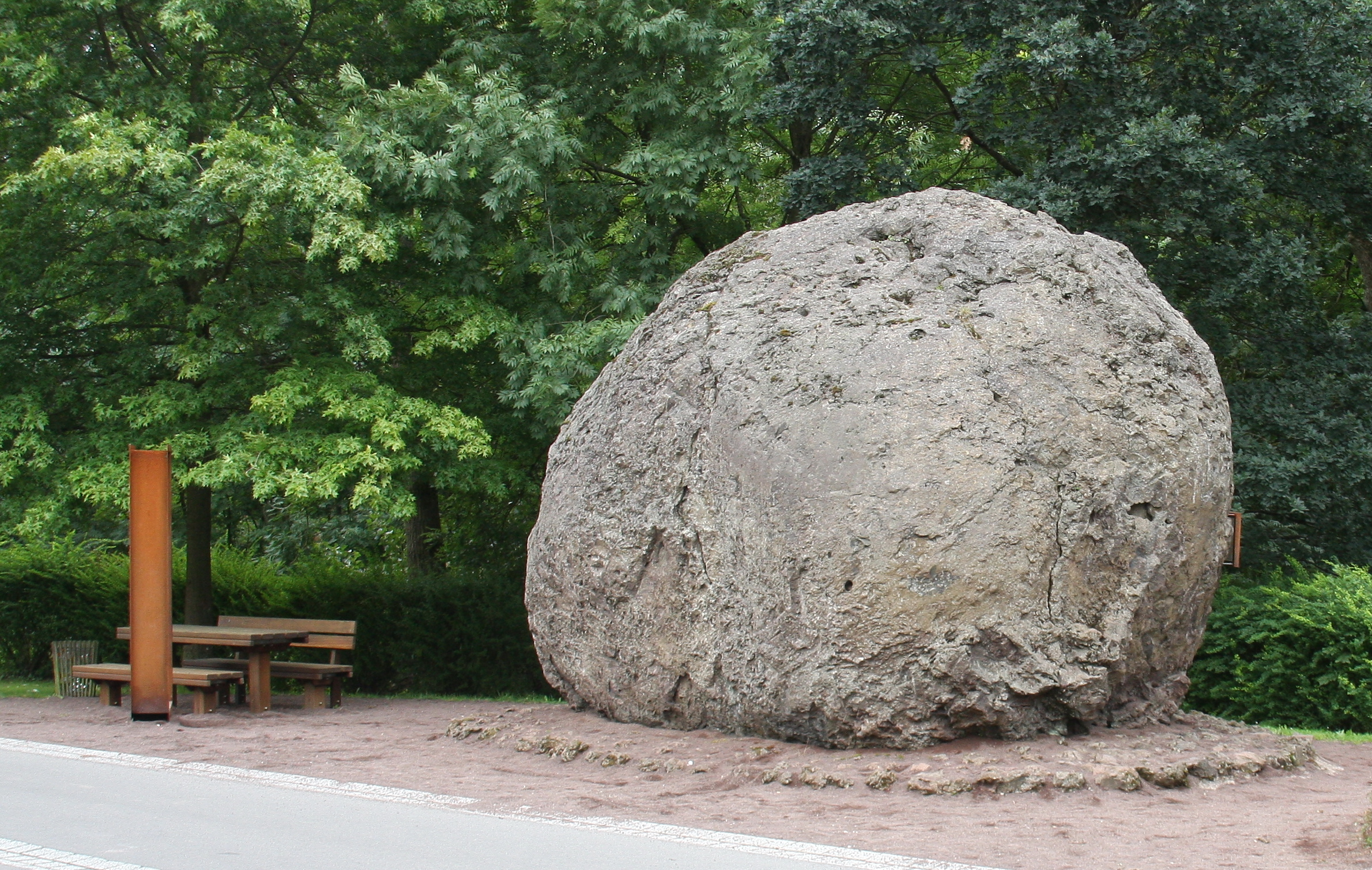
Bomba di lava in Strohn, Renania-Palatinato, Germania, con un diametro di 5 metri e un peso di 120 tonnellate. È stato causato da un'eruzione vulcanica nell'8300 a.C..

Una bomba di lava è una "goccia" di roccia ardente avente un diametro superiore ai 64 mm, che si forma durante un'eruzione vulcanica.
Durante questo evento diversi frammenti di lava dotati di una specifica viscosità vengono espulsi dal vulcano.
Prima di raggiungere il suolo si raffreddano fino a solidificarsi.
Le bombe di lava possono essere scagliate a molti chilometri di distanza dal luogo dell'eruzione, e spesso acquistano forme aerodinamiche durante il loro volo.
A meno che non solidifichi durante il volo, una bomba di lava può sviluppare sulla superficie esterna delle fenditure, mentre la sua parte interna continua a espandersi. Questo tipo di lava è conosciuto come bomba a crosta di pane. Se la temperatura della bomba rimane elevata, questa, al momento in cui tocca il suolo forma una cosiddetta bomba sterco di vacca.
Una bomba vulcanica rappresenta un elevato rischio vulcanico, e può causare gravi ferite e causare dei morti nella zona dell'eruzione. Un tale incidente è avvenuto presso il vulcano Galeras in Colombia nel 1993. Sei persone vicino alla summità del vulcano furono gravemente feriti a causa di diverse bombe di lava che il vulcano ha inaspettatamente espulso.